# Gola (Grodzisk Wielkopolski)
Pour les articles homonymes, voir Gola.
Gola (prononciation : [ˈɡɔla]) est un village polonais de la gmina de Rakoniewice dans le powiat de Grodzisk Wielkopolski de la voïvodie de Grande-Pologne dans le centre-ouest de la Pologne.
Il se situe à environ 4 kilomètres au nord-ouest de Rakoniewice (siège de la gmina), à 12 kilomètres au sud-ouest de Grodzisk Wielkopolski (siège de la gmina et du powiat) et à 54 kilomètres au sud-ouest de Poznań (capitale régionale).

## Histoire
De 1975 à 1998, le village faisait partie du territoire de la voïvodie de Poznań.

Depuis 1999, Gola est situé dans la voïvodie de Grande-Pologne.